# Río Manuripi
Der Río Manuripi (in Peru: Río Manuripe) ist ein Fluss in Peru und Bolivien, der sich mit dem Río Tahuamanu zum Río Orthon vereinigt und zum Flusssystem des Amazonas gehört.

## Verlauf
Der Río Manuripe hat seinen Ursprung in der Waldregion „Reserva Territorial Madre de Dios“, einem Gebiet zum Schutz indigener Volksgruppen, das sich in der peruanischen Region Madre de Dios in östlicher Richtung über den Nationalpark Manú hinaus ausdehnt. Von seiner Quellregion aus fließt der Fluss in südöstlicher Richtung durch die Region Madre de Dios und bildet die Grenze zwischen den beiden Provinzen Tahuamanu und Tambopata, bevor er nach insgesamt 300 Kilometern nahe der Ortschaft Mavila die bolivianische Grenze erreicht.
Von hier aus durchfließt der Fluss als Río Manuripi im Departamento Pando die Provinz Manuripi, und zwar auf den ersten 286 Kilometern das Municipio Filadelfia und auf den weiteren 147 Kilometern das Municipio Puerto Rico. Nach insgesamt 733 Kilometern vereinigt sich der Fluss bei der Stadt Puerto Rico mit dem Río Tahuamanu, der Fluss trägt anschließend den Namen Río Orthon und mündet nach weiteren 410 Kilometern in den Río Beni.
Auf Grund seines geringen Gefälles von nur etwa 250 Metern auf 733 Kilometer mäandriert der Fluss sehr stark und verändert so immer wieder seinen Verlauf und seine Länge, vor allem dann wenn sich zwei benachbarte Schlingen berühren, das Wasser die entstandene Abkürzung nimmt und so Altwasser zurückbleiben, die mit der Zeit verlanden.

## Verkehrsnetz
Da der Fluss in seinem gesamten Verlauf durch tropischen Regenwald verläuft und verkehrsmäßig bisher kaum erschlossen ist, ist sein Einzugsgebiet nahezu menschenleer. Verkehrsweg zur Erschließung der Region entlang des Flusslaufs ist allein der Wasserweg; in seinem gesamten Verlauf wird der Fluss von nur drei Straßenverbindungen in Nord-Süd-Richtung gekreuzt: auf peruanischer Seite durch die Transoceánica bei der Ortschaft Mavila (Kilometer 266); in Bolivien durch die Ruta 16 bei San Silvestre (Kilometer 398), und durch die Ruta 13 bei Puerto Rico (Kilometer 733).

## Nationalpark Manuripi-Heath
Auf bolivianischer Seite grenzt der Manuripi an das Schutzgebiet Manuripi-Heath (Reserva Nacional de Vida Silvestre Amazónica Manuripi-Heath), das von der peruanischen Grenze aus den gesamten Raum zwischen dem Río Manuripi und dem Río Madre de Dios einnimmt.